# Die Nacht, als Laurier erwachte
Die Nacht, als Laurier erwachte (französischer Originaltitel La Nuit où Laurier Gaudreault s'est réveillé, internationaler Titel The Night Logan Woke Up) ist eine fünfteilige Thriller-Miniserie des Frankokanadiers Xavier Dolan, der wie schon beim Film Sag nicht, wer du bist! damit ein Theaterstück Michel Marc Bouchards adaptierte und sowohl das Drehbuch schrieb als auch Regie führte. Außerdem übernahm er eine Hauptrolle in der Verfilmung, während die meisten anderen Hauptdarsteller bereits in der Bühnenfassung des Stücks von 2019 mitgespielt hatten.
Die Serie hatte in Kanada im November 2022 bei dem Streamingdienst Club Ilico Premiere und erschien in Deutschland am 16. März 2024 beim Fernsehsender One.
Sie wurde mehrfach bei der jährlichen Verleihung des Prix Gémeaux, des Preises für französischsprachige Kino- und Fernsehproduktionen in Kanada, ausgezeichnet: Preise gingen unter anderem an Dolan als Regisseur und an Anne Dorval und Patrick Hivon für ihre schauspielerische Leistung.

## Handlung
Die Serie handelt von der Familie Larouche in der fiktiven Kleinstadt Val-des-Chutes in der Provinz Quebec und wechselt zwischen zwei 1991 und 2019 einsetzenden Zeitsträngen. In letzterem stirbt Madeleine, die Mutter, im Kreise ihrer Familie, nachdem sie noch einen letzten Anruf ihrer Tochter Mireille erhalten hat, die 25 Jahre zuvor verschwunden war. Die Anwesenden sind ihre drei Söhne Julien, der seit 12 Jahren cleaner Drogensüchtiger ist und wieder studiert, Denis, geschieden mit zwei Töchtern, und Elliot, der wegen des bevorstehenden Todes frühzeitig aus einer Drogenklinik entlassen wurde, sowie Juliens Frau Chantal und ihrer beider Tochter Marie-Soleil. Mireille, die als Einbalsamiererin in Montreal lebt, kehrt nun zurück, um ihrer Mutter den Wunsch zu erfüllen, sie für die Bestattung vorzubereiten. 
1991 kandidierte Madeleine als Bürgermeisterin, und Mireille und Julien waren mit dem Nachbarsohn Laurier Gaudreault befreundet, bis dieser Mireille eines Nachts vergewaltigt und Julien es im letzten Moment verhindert haben soll – so die Erzählung, die fortan das Leben aller bestimmt. Deren Folgen führen zum Tod von Vater Pierre Larouche, Mireilles Verlassen ihrer Heimat und Juliens Drogenproblem, das er aber inzwischen im Griff zu haben glaubt. 
Mireilles Rückkehr droht die von Julien aufgebaute Fassade einzureißen. Auch taucht Laurier in der Gegenwart unerwartet wieder auf und enthüllt, dass er Madeleines alleiniger Erbe ist. Nachdem die Trauerfeier mit Juliens Flucht und Elliots Einnahme einer Überdosis endet, macht Julien endlich reinen Tisch bei seiner Frau Chantal: Die schicksalshafte Nacht, in der Mireille fast vergewaltigt wurde, war ganz anders verlaufen und Laurier zu Unrecht beschuldigt.

## Episodenliste
| Nr. | französischer Titel                          | deutscher Titel                                |
| --- | -------------------------------------------- | ---------------------------------------------- |
| 1 | La nuit où Madeleine est morte               | Die Nacht, in der Madeleine starb              |
| 2019: Madeleine liegt sterbenskrank im Bett in ihrem Haus. Bei Bauarbeiten auf ihrem Grundstück taucht eine alte Metalldose auf, die mit ein paar rätselhaften Erinnerungsstücken gefüllt ist. Ihr Sohn Denis holt seinen Bruder Elliot aus einer Entzugsklinik ab. Ein Anruf von Mireille, ihrer Tochter, wühlt Madeleine auf. Im Kreise ihrer Söhne stirbt sie. Julien nimmt die Dose mit und erfährt, dass Chantal, seine Ehefrau, Mireille herbeigerufen hat und diese die tote Mutter für die Trauerfeier einbalsamieren soll. |                                              |                                                |
| 2 | La nuit où Mireille était reparue            | Die Nacht, in der Mireille wieder auftauchte   |
| 1991: Mireille steigt zu nachtschlafender Zeit in Nachbarhäuser ein. Bei einem dieser heimlichen Ausflüge soll ihr Bruder Julien sie vor einem sexuellen Übergriff Lauriers, des Nachbarsohnes, bewahrt haben. Zu Weihnachten ohrfeigt ihr Vater sie nach einem Streit mit ihrer Mutter; darauf stirbt der Vater an einem Herzanfall. 2019: Mireille präpariert mit Stéfanie den Leichnam der Mutter. Nachdem er sich selbst verletzt hat, sucht Elliot Mireille auf und lernt so Stéfanie kennen. Mireille besucht eine Zusammenkunft bei Chantal und Julien, der auf sie wütend ist. Denis erfährt vom Notar der verstorbenen Mutter, dass sie alle Kinder von der Testamentsverlesung ausgeschlossen hat. |                                              |                                                |
| 3 | La nuit où Chantal avait compris             | Die Nacht, in der Chantal begriff              |
| 1992: Im Winter ist die Beerdigung von Mireilles Vater. Im Herbst schickt Madeleine das Mädchen auf ein katholisches Internat. Dort wird Mireille beim Sex mit einem fremden Jungen erwischt und der Schule verwiesen. Elliot beginnt, sich mit Stéfanie zu treffen. Marie-Soleil, Juliens und Chantals Tochter, hat einen Mitschüler beleidigt und wird von ihrem Vater gezwungen, sich dafür zu entschuldigen. Julien wird immer wieder von einem Motorradfahrer beobachtet und behauptet, dieser sei jemand, dem sie Geld schuldeten. Nach Chantals Geburtstagsfeier konfrontiert Chantal den Motorradfahrer, der ihr offenbart, er sei Laurier und Madeleines alleiniger Erbe. |                                              |                                                |
| 4 | La nuit où Julien avait pris peur            | Die Nacht, in der Julien Angst bekam           |
| 1991: Mireilles Vater überfährt aus Rache für den Übergriff auf seine Tochter Lauriers Hund. Mireille bleibt tagelang in ihrem Zimmer, aber Madeleine, ihre Mutter, überredet sie schließlich, wie alle Klassenkameraden zur jährlichen Halloweenparty zu gehen. Dort erfährt Mireille zufällig, dass einige der Jungen, Freunde von Julien, Laurier verprügeln. 2019: Bei der Trauerfeier hält Julien eine Rede und bedroht Mireille, die ihm gesteht, ihrer Mutter kurz vor ihrem Tod die ganze Wahrheit gesagt zu haben. Julien flieht im Auto zu einer Bar, wo ihn ein Mann zu verführen versucht. Unterdessen nimmt Elliot eine Überdosis und landet im Krankenhaus. |                                              |                                                |
| 5 | La nuit où Laurier Gaudreault s'est réveillé | Die Nacht, in der Laurier Gaudreault aufwachte |
| 2004: Nach einer Feier anlässlich Elliots Schulabschluss nimmt Julien ihn zu seinem Drogendealer mit. Plötzlich erscheint Laurier und verletzt Julien beim Spiel mit einem Degen. Julien wird ins Krankenhaus eingeliefert und dort heimlich von Mireille, die fast fünfzehn Jahre abwesend gewesen war, besucht. Danach verschwindet Mireille wieder. 2019: Elliot erwacht im Krankenbett. Verzweifelt ruft Julien seinen Professor an, der ihn zu sich einlädt, um ihm die Gelegenheit zu geben, sich zu sammeln und sich vielleicht auszusprechen. Julien fährt danach ins Krankenhaus und gesteht dort Chantal die Wahrheit. 1991: Als Mireille heimlich nachts in Lauriers Zimmer einsteigt, beobachtet sie dort ihren Bruder, Julien, und Laurier, die sich heimlich lieben, beim Küssen. Als die beiden Jungen ihre Anwesenheit entdecken, versucht Laurier sie festzuhalten. Im selben Moment treten Lauriers Eltern ein, und es sieht aus, als belästige Laurier Mireille sexuell – was der erschrockene Julien, der zu dieser nächtlichen Stunde ebenfalls nicht im Schlafzimmer seines Freundes hätte sein sollen, in Panik bestätigt. Von da an sehen sich die Freunde nicht mehr. An dem Tag, an dem Lauriers Familie aus ihrem Wohnviertel fortzieht, hinterlässt er Julien einen Zettel mit einem Ring, mit dem er ihm mitteilt, dass er ihn trotz seines Verrats liebe. Julien versteckt die Gegenstände in einer metallenen Dose. 2019: Madeleine wird beerdigt. Elliot geht zurück zur Entzugsklinik, Julien nähert sich Lauriers Holzhaus an einem See. |                                              |                                                |

## Besetzung
Die deutschsprachige Synchronisation entstand nach Dialogbüchern und unter der Dialogregie von Elke Weber-Moore durch die EVA Studios Germany GmbH in Berlin.
| Rolle                          | Zeit        | Darsteller                    | Synchronsprecher     |
| Hauptrollen                    | Hauptrollen | Hauptrollen                   | Hauptrollen          |
| ------------------------------ | ----------- | ----------------------------- | -------------------- |
| Mireille „Mimi“ Larouche       | 2019        | Julie Le Breton               | Manja Doering        |
| Mireille „Mimi“ Larouche       | 1991        | Jasmine Lemée (14 Jahre)      |                      |
| Julien Larouche                | 2019        | Patrick Hivon                 | Asad Schwarz         |
| Julien Larouche                | 1991        | Elijah Patrice (16)           | Finn Posthumus       |
| Denis Larouche                 | 2019        | Éric Bruneau FR               | Fabian Oscar Wien    |
| Denis Larouche                 | 1991        | Raphael Champagne (8)         |                      |
| Elliot Larouche                | 2019        | Xavier Dolan FR               | Henning Nöhren       |
| Elliot Larouche                | 1991        | Lennox und Maverick Ashby (3) |                      |
| Chantal Gladu                  | 2019        | Magalie Lépine-Blondeau       |                      |
| Chantal Gladu                  | 1991        | Camille Penafiel (13)         |                      |
| Madeleine „Mado“ Larouche      | 1991, 2019  | Anne Dorval FR                | Daniela Hoffmann     |
| Stéfanie (Bestatterin)         | 2019        | Julianne Côté                 |                      |
| Nebenrollen                    |             |                               |                      |
| Laurier Gaudreault Anm         | 1991        | Pier-Gabriel Lajoie           | Nicolas Rathod       |
| Monique Gaudreault             | 1991        | Guylaine Tremblay             | Juana von Jascheroff |
| Pierre Larouche                | 1991        | Jacques Lavallée FR           |                      |
| Gaston Gaudreault              | 1991        | Roger La Rue                  |                      |
| Marie-Soleil (Juliens Tochter) | 2019        | Rosalie Loiselle              |                      |
| Sonia (Denis’ Exfrau)          | 2019        | Sofia Blondin                 |                      |
| Mégane (Denis’ Tochter)        | 2019        | Lovelle Parent                |                      |
| Válery (Denis’ Tochter)        | 2019        | Émilie Cadet                  |                      |
| Juliens Professor              | 2019        | Djebril Zonga FR              | Tobias Schmitz       |

## Produktion
Nachdem Xavier Dolan von 2009 bis 2019 acht Spielfilme kreiert hatte, wurde im November 2020 seine erste Fernsehserie angekündigt mit La Nuit où Laurier Gaudreault s'est réveillé bzw. The Night Logan Woke Up. Für deren Produktion, die im März 2021 begann, arbeitete er mit Canal+, Quebecor und Studiocanal. Dolan produzierte sie mit Nancy Grant und Jasmyrh Lemoine, schrieb das Drehbuch und führte Regie. Die französischsprachige Miniserie ist eine Adaption des gleichnamigen Theaterstücks von Michel Marc Bouchard, von dem Dolan als Film Sag nicht, wer du bist! bereits Tom at the Farm (Tom à la ferme) adaptiert hat, und besetzte mit Julie Le Breton, Magalie Lepine-Blondeau, Eric Bandeau und Patrick Hivon Originalschauspieler der Aufführung 2019 in ihren Rollen Mireille, Chantal, Denis und Julien; dazu kommen Dolan selbst und Julianne Côté als Elliot und die junge Einbalsamiererin sowie Dolans häufige Kollaborateurin Anne Dorval als die verstorbene Madeleine. Die Episoden schrieb Dolan 2020 vor und während der COVID-19-Pandemie. Gedreht wurde die Serie in 82 Tagen.
Zwei häufige Partner zog Dolan hinzu, indem ihm Stéphane Lafleur beim Schnitt assistierte, und mit André Turpin als Kameramann. Für die Filmmusik engagierte er Hans Zimmer und David Fleming, die bereits bei den Filmen Hillbilly-Elegie und The Unforgivable zusammengearbeitet haben. An Liedern sind etwa Stücke von Rufus Wainwright, Jean Leloup, France D’Amour und Ginette Reno zu hören; Celine Dions Regarde-moi wird von der Figur Chantal gesungen.
Studiocanal oblag der internationale Vertrieb der Serie. Sie wurde im Oktober 2023 an eine Reihe ausländischer Sender verkauft, darunter für die Vereinigten Staaten an Netflix und im deutschsprachigen Raum an Canal+ Austria, SRF 1 und den WDR.

## Ausstrahlung
La nuit où Laurier Gaudreault s'est réveillé hatte ihre Erstveröffentlichung am 24. November 2022 beim kanadischen Streamingdienst Club Ilico und lief im Januar 2023 in Frankreich bei Canal+ in einer synchronisierten Fassung.
Als internationale Premiere wurden im Januar 2023 die ersten beiden Episoden im Indie Episodic Program des Sundance Film Festivals gezeigt.
In Deutschland wurde Die Nacht, als Laurier erwachte bei One am 16. März 2024 als Teil einer Reihe anlässlich Dolans 35. Geburtstag ausgestrahlt.

## Rezeption
Nachdem Dolans Film The Death and Life of John F. Donovan an den Kassen floppte und die harsche Kritik an diesem den Nachfolger Matthias & Maxime überschattete, brachte die Serie das Interesse der Fans zurück und ist für die Kritiker eine fesselnde und beeindruckende Rückkehr Dolans zu seiner alten Form in allen Bereichen und seiner Bestform.

## Auszeichnungen
Gémeaux Awards 2023:
- Beste Dramaserie – Nominierung für Xavier Dolan und Nancy Grant
- Beste Regie einer Dramaserie – Auszeichnung für Xavier Dolan
- Bestes Drehbuch einer Dramaserie – Nominierung für Xavier Dolan
- Beste Kamera einer Dramaserie – Auszeichnung für André Turpin
- Bester Schnitt in Fiktion – Auszeichnung für Xavier Dolan und Stéphane Lafleur
- Bestes Setdesign – Nominierung für Carolyne de Bellefeuille, Elise de Blois und Pascale Deschênes
- Bestes Makeup und Hairstyling – Nominierung für Christophe Giraud, Erik Gosselin, Colette Martel und Edwina Voda
- Beste Originalmusik einer Dramaserie – Auszeichnung für Hans Zimmer und David Fleming
- Beste Hauptrolle einer Dramaserie – Nominierung für Julie LeBreton, Auszeichnung für Patrick Hivon
- Beste Nebenrolle einer Dramaserie – Nominierung für Xavier Dolan, Auszeichnung für Anne Dorval

Film Festival Cologne: Auszeichnung für Xavier Dolan mit dem Hollywood Reporter Award